# Jankovics József
Jankovics József (Seregélyes, 1949. március 10. – 2021. március 14.) irodalomtörténész.

## Életútja
Egyetemi tanulmányait Szegeden, az akkori József Attila Tudományegyetemen végezte, magyar–angol szakpáron. Egyetemi tanulmányai után több kortárs irodalmi folyóirat munkatársa is volt (Kortárs, Nagyvilág, Mozgó Világ). Szerkesztői tevékenységének köszönhetően Jankovics több költővel és íróval is jó barátságot ápolt, hidat képezve ezzel az irodalomtörténészek szűkebb szakmai közege és a szépírók világa között. Közismert Mészöly Miklóshoz, Esterházy Péterhez és Zalán Tiborhoz fűződő barátsága. A Mészöly Miklós Egyesület tiszteletbeli elnökeként a mai napig rész vesz az irodalmi élet szervezésében is.

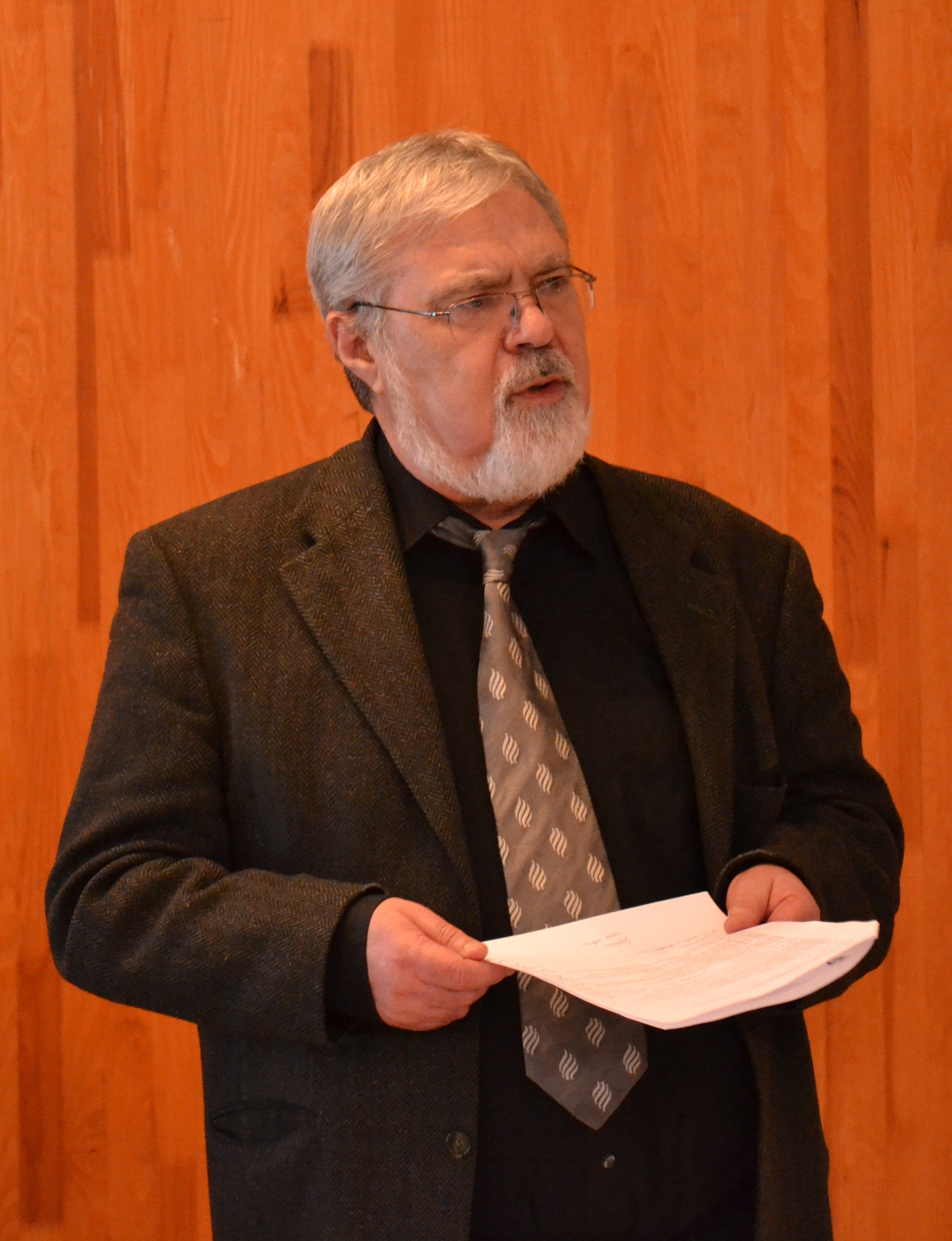
Klaniczay Tibor halálának 20. évfordulóján tartott emlékülésen (2012)

Jankovics 1978-tól a Magyar Tudományos Akadémia Irodalomtudományi Intézetének munkatársaként tevékenykedett. 1992-től 2015-ig a Reneszánsz Osztály vezetője volt, 2004 és 2013 között az igazgatóhelyettesi tisztet is ellátva. Intézeti működése mellett és ahhoz kapcsolódóan több, a régi magyar szakma számára alapvető jelentőségű könyvsorozat (Humanizmus és Reformáció, Bibliotheca Scriptorum Medii Recentisque Aevorum, Régi Magyar Költők Tára XVII. századi sorozata) szerkesztője vagy szerkesztőbizottsági tagja. Szakmai munkásságát nem csak az MTA Irodalomtudományi Intézetének szűk kötelékében fejtette ki, aktív szerepet vállalt a Nemzetközi Magyar Filológia Társaság (ma: Nemzetközi Magyarságtudományi Társaság) munkájában is. A társaság folyóiratainak és kiadványainak (Hungarológiai Értesítő, Hungarian Studies, Hungarológiai Közlemények, Lymbus) szerkesztésében is oroszlánrészt vállalt. A társaságnak 1984-től főtitkárhelyettese, majd 1991-től 2006-ig főtitkára volt. 2008-ban a Magyar Köztársaság Tiszti keresztjének polgári tagozatával tüntették ki, 2016-ban Móricz Zsigmond Díjat, 2018-ban Klaniczay-díjat nyert, és ugyanebben az évben megkapta a Magyar Tudományos Akadémia Főtitkári Kutatói Elismerését.
Jankovics József munkásságában a régi magyar irodalom összefüggéseinek feltárása mellett nagy hangsúlyt fektetett a szövegek közzétételére, arra, hogy ezek a források a szélesebb közönség számára is hozzáférhetőek legyenek. Erről a törekvéséről tanúskodik forrásközléseinek és tudománynépszerűsítő írásainak nagy száma. Mivel az érdeklődők a jelen honlapon áttekintést kaphatnak Jankovics eddigi publikációinak témáiról, olvashatják cikkeit, így e bemutatásban nem törekszünk munkáinak még csak áttekintő jellegű összefoglalására sem. Két számára fontos alakot emelünk csak ki, Bethlen Miklóst és Gyöngyösi Istvánt. Jankovics első tudományos közleménye éppen egy, az előbbihez, az erdélyi emlékíróhoz kapcsolódó szövegközlés volt 1969-ben (Zilahi János legációs levele Bethlen Miklóshoz (?) 1692-ből). Bethlen Miklós szövegeinek kiadásában Jankovics később minden korábbi kutatónál nagyobb érdemeket szerzett, hiszen ő készítette el Bethlen leveleinek kritikai igényű kiadását (Bethlen Miklós levelei, I–II, 1987). Jankovics tudományos érdeklődésének középpontjában a tollforgató erdélyi főúr mellett a 17. századi magyar líra egyik legjelentősebb alakja, Gyöngyösi István állt. Jankovics irigylésre méltó szövegkiadói elszántságának szintén tanúja az 1998-ban indult Gyöngyösi-szövegkiadás sorozat, amelynek hetedik, egyben utolsó, a költő leveleit és iratait közzétevő kötete 2017-ben jelent meg. A sajtó alá rendezők, Jankovics József, Nyerges Judit és Tusor Péter, ezzel az utolsó darabbal, és a kiadását megelőző előkészítő gondos kutatással nem kevesebbet értek el, mint a költő Gyöngyös Istvánról kialakult, a szakirodalom által már kanonizált költői portré teljes újrarajzolását. Egyértelműen Jankovics Józsefé és a sorozaté az érdem, hogy a szakma érdeklődését ismét felkeltette a költő és különleges életműve iránt. A költő személyének és munkásságának alapjaiban történő újragondolásához azonban nem csak ez a kötet kellett, hanem a teljes sorozat, amit a kezdetektől Jankovics József gondozásában jelent meg.

## Fontos funkciók
- 1984-től a Nemzetközi Magyar Filológiai Társaság (később Nemzetközi Magyarságtudományi Társaság) főtitkárhelyettese, 1991-től 2006-ig főtitkára.
- 1989 és 1995 és 2012 és 2015 között az Irodalomtudományi Bizottság tagja, a Tudományos Minősítő Bizottság Irodalomtudományi Szakbizottságának titkára. Az MTA AKT Társadalomtudományi Kuratóriumának tagja.
- Anyanyelvi Konferencia (választmányi tag)
- MTA Irodalomtudományi Bizottság (1990–1996, tag)
- MTA Tudományos Minősítő Bizottság (Doktori Tanács), Irodalomtudományi Szakbizottság (1986–1992) titkár
- MTA Társadalomtudományi Kuratórium (1995–1998) tag
- MKM Felsőoktatási és Kutatási Pályázat (1997–1998) zsűrielnök
- Széchenyi Professzori Ösztöndíj Bizottság (1997–1999) zsűritag
- A Magyar Akkreditációs Bizottság plénumának tagja, az irodalomtudományi szakbizottság elnöke (2004–2007)
- A Hamburgi Egyetem Finnugrisztikai Tanszékének kuratóriumi tagsága (1992–1998)
- Számos nemzetközi konferencia szervezője és előadója, külföldi egyetemek meghívott előadója.
- A Nemzetközi Hungarológiai Központ külföldi lektori és vendégtanári pályázatainak elbírálása (1990–2004) külső szakértő
- A Balassi Bálint Intézet tanácsadó testületének elnöke (2001–2004)

## Kitüntetés
- Magyar Köztársaság Tiszti keresztje polgári tagozat, 2008
- Móricz Zsigmond-emlékérem, 2016
- Klaniczay-díj, 2018
- Magyar Tudományos Akadémia Főtitkári Kutatói Elismerés, 2018
- Seregélyes díszpolgára, 2019

## Szerkesztések, sorozatszerkesztések
- Kortárs (1972–1975) szerkesztő
- Nagyvilág (1976) szerkesztő
- Mozgó Világ (1977–1978) szerkesztő
- Hungarológiai Értesítő (1977–2001) felelős szerkesztője
- József Attila Kör, JAK-Füzetek (1982–1986) szerkesztője
- Hungarian Studies (1989–2013) szerkesztője
- Hungarológiai Közlemények (Újvidék) (1991–) szerkesztőbizottsági tag
- Humanizmus és Reformáció (1992–)
- Bibliotheca Scriptorum Medii Recentisque Aevorum (1992–), szerkesztőbizottsági tag
- Studia Humanitatis (1992–)
- Régi Magyar Költők Tára XVII. századi sorozata (1990–), szerkesztő
- Magyarok nyomában külföldön (2002–2005) sorozat szerkesztője
- Lymbus, Magyarságtudományi Forrásközlemények, szerkesztőbizottsági tag (2004–)
- Széchenyi Professzori Ösztöndíjas

## Főbb kutatási területek
XVII. századi magyar irodalom, Babits-filológia, kortárs irodalom

## Legfontosabb publikációk (válogatott bibliográfia)
- Bethlen Mihály útinaplója [1691–1695], sajtó alá rend. és utószó, Budapest, Magyar Helikon, 1981, 257. (Bibliotheca Historica)
- Bethlen Miklós levelei I–II., összegyűjt., sajtó alá rend., bevezető tanulmány és jegyzetek, Budapest, Akadémiai, 1987, 792, 793–1491. (Régi Magyar Prózai Emlékek, 6/1–2.)
- Régi magyar költők tára, XVII. század 14., Énekek és versek (1686–1700), sajtó alá rend., jegyzetek, Budapest, Akadémiai, 1991, 980.
- Vörösmarti Mihály kálvinista prédikátor megtérése históriája, sajtó alá rend., tanulmány, jegyzet, Budapest, Argumentum, 1992, 341. [Geréby Györggyel és Nyerges Judittal]
- Bethlen János, Erdély története 1629–1673, Tanulmány és jegyzetek, Budapest, Balassi, 1993, 669. [P. Vásárhelyi Judittal]
- Esterházy Péter, Függő, Budapest, Ikon, 1997, 110. (Matúra)
- Gyöngyösi István, Márssal társolkodó Murányi Vénus, sajtó alá rend., tanulmány és jegyz. Budapest, Balassi, 1998, 203. (Régi Magyar Könyvtár, Források 8.) [Nyerges Judittal]
- Ex Occidente… A 17. századi magyar irodalom európai kapcsolatai, [Tanulmányok], Budapest, Balassi, 1999, 223. (Régi Magyar Könyvtár, Tanulmányok 3.)
- Gyöngyösi István, Porábúl megéledett Főnix avagy Kemény János emlékezete, sajtó alá rend., tanulmány és jegyz. Budapest, Balassi Kiadó, 1999, 299. (Régi Magyar Könyvtár, Források 10.) [Nyerges Judittal]
- Gyöngyösi István, Thököly Imre és Zrínyi Ilona házassága – Palinódia (Kesergő Nimfa), sajtó alá rend., tanulmány és jegyzet. Budapest, Balassi, 2000, 160. (Régi Magyar Könyvtár, Források 11.) [Nyerges Judittal]
- Bethlen Farkas, Erdély története I–V, szerk. Jankovics József, Budapest, Enciklopédia, 2000–
- Gyöngyösi István, Rózsakoszorú, a szöveget gondozta Jankovics József irányításával az ELTE Eötvös József Collégiumának régi magyar irodalmi szakszemináriuma, a jegyzeteket és az utószót írta Jankovics József, Budapest, Balassi Kiadó, 2002 (Régi Magyar Könyvtár, Források, 12)
- Gyöngyösi István, Csalárd Cupido – Proserpina elragadtatása – Cuma városában építtetett Dédalus temploma – Heroida-fordítások, s. a. r., tanulmány és jegyzet; Budapest, Balassi, 2003, 366 l. (Régi Magyar Könyvtár, Források 13.) [Nyerges Judittal]
- Gyöngyösi István, Új életre hozatott Chariclia, s. a. r., tanulmány és jegyzet; Budapest, Balassi, 2005, 529 l. (Régi Magyar Könyvtár, Források 14.) [Nyerges Judittal]
- Babits Mihály, Tanulmányok, esszék, Budapest, Kortárs, 2005, 803 l. (Magyar Remekírók)
- Ányos Pál versei és szépprózai írásai, sajtó alá rend. tanulmány és jegyz. Jankovics József, Veszprém, Vár ucca 17, 2008–2009. [Schiller Erzsébettel]
- "Édes fiaim... figyelmezzetek!". Ányos Pál egyházi beszédei; sajtó alá rend., jegyz., utószó Jankovics József, Schiller Erzsébet; Művészetek Háza, Veszprém, 2009 (Vár ucca műhely könyvek)
- Kultúra és identitás. A VI. Nemzetközi Hungarológiai Kongresszus (Debrecen, 2006. augusztus 22-26.) plenáris előadásai; szerk. Jankovics József, Nyerges Judit; Nemzetközi Magyarságtudományi Társaság, Budapest, 2011
- Gyöngyösi István levelei és iratai, s. a. r., tanulmány és jegyzet, Budapest, Balassi Kiadó, 2017 [Tusor Péterrel és Nyerges Judittal]